# David Caño i Cargol
David Caño i Cargol (Olot, 1 de gener de 1980) és un poeta català. Resideix a Barcelona des de 1998.

## Trajectòria
Ha publicat vuit llibres de poesia i realitzat centenars de recitals arreu dels Països Catalans, ja sigui en solitari o a partir d'espectacles musicals com el que realitzà amb la Meritxell Gené, «Branques del capvespre, udols a l'horabaixa» o amb Borja Penalba i David Fernàndez formant el grup musical Ovidi3 «Un temps, una estima, una idea», que darrerament s'ha transformat en Ovidi4 integrant a la cantant valenciana Mireia Vives a partir de l'espectacle «Cuidem-nos». Juntament amb Borja Penalba i Mireia Vives també han ideat l'espectacle «Nictàlgia en el cel elèctric» que els ha portat a actuar a diferents ciutats europees com Zadar, Zagreb, Brno, Berlín, Brussel·les, París, Lió o Manheim. També ha col·laborat o col·labora en diverses publicacions com a periodista, entre les quals destaquen Benzina, Directa, L'Accent, El Punt Avui, Núvol, Crític i Illacrua.

## Obres poètiques
- Barcelona (editorial Galerada, 2007)
- He vist el futur en 4D (editorial Moll, 2009)
- PostMortem. I del no-res, TOT (Tigre de Paper, 2012)[1]
- Teresa la mòmia, amb Lluís Calvo (Pont del Petroli, 2013)
- Res és ara ni això (Terrícola, 2013)
- De Penitents a Desemparats (com dos carrers de Barna), amb Ricard Mirabete i fotografies en blanc i negre de Carles Mercader (Tanit Poesia/La Garúa, 2014)
- Nictàlgia (Terrícola, 2017)
- Un cos preciós per destruir (Edicions Proa, 2019, Premi Jocs Florals de Barcelona)

### Col·laboracions
- Poetes a la xarxa (Poems & Blogs, 2010)
- Price i cia (Pont del petroli, 2011)[3]
- Ningú no ens representa. Poetes emprenyats (Setzevents, 2011)[4]
- «Narrar la ciutat comuna», pròleg de La revolta que viurem (Tigre de paper, 2015)[5]
- Nochera (Tinta Invisible, Edicions Poncianes i Edicions Terrícola, 2017). Un llibre d'artista elaborat conjuntament amb l'artista plàstic Jordi Pagès.[cal citació]
- L'Ovidi se'n va a la Beckett (Sembra llibres i Propaganda pel fet, 2021)[6]

## Premis
- Premi Amadeu Oller de 2007, per Barcelona[7][8]
- Premi Vila de Lloseta de 2009, per He vist el futur en 4D[8]
- Premi Jocs Florals de Barcelona de 2019, per Un cos preciós per destruir[9]